# Bulbistridulous dentatus
Bulbistridulous dentatus är en insektsart som beskrevs av Chang, Y.-l. och Z. Zheng 1997. Bulbistridulous dentatus ingår i släktet Bulbistridulous och familjen vårtbitare. Inga underarter finns listade i Catalogue of Life.